# Christian Karsch
Christian Karsch (* 9. Dezember 1979 in Kaiserslautern als Christian Karch) ist ein deutscher Reporter, Journalist, Fernsehproduzent, Regisseur, Dozent und Moderator.

## Leben und Karriere
Karsch wurde in Kaiserslautern geboren. Seit 2008 ist er Reporter und Host bei ProSieben u. a. für das Wissensmagazin „Galileo“. Hier ist er u. a. in der Rubrik „Catch me“ unterwegs, in der er undercover Berufe ausprobiert. So erregte er u. a. 2014 für Aufsehen, als er der Mannschaft des damaligen Drittligisten FC Rot-Weiß Erfurt vorgaukelte, ein potentieller Co-Trainer zu sein. Hierüber berichtete auch die Bild.
2016 war er für das Comedy-Format „Bohemian Browser Ballett“ und „Walulis“ redaktionell verantwortlich. 2018 wurde Karsch mit dem Bohemian Browser Ballett für den Grimme Online Award 2018 nominiert.
2009 war er in dem Comedyformat „Broken Comedy“ des Senders ProSieben und „Lucky Lück“ auf Sat.1 Comedy zu sehen und ebenso als Autor tätig. Außerdem war er zuvor freier Autor für diverse TV-Magazine (u. a. Kabel eins: Abenteuer Leben, Taff etc.). Ferner ist Karsch Redaktionsleiter und Geschäftsführer der Fernsehproduktionsfirma, welche u. a. Fernseh-Beiträgen für die ProSiebenSat.1 Media AG produziert.
Nebenberuflich ist er weiterhin ist u. a. Dozent der Medienwissenschaft an der Universität Trier. Für den Saarländischen Rundfunk (ARD) hat er 2008 Film-Kritiken für den Max Ophüls-Preis geschrieben. Kar(s)ch hat den Magister Artium in Medienwissenschaften mit der Arbeit „Comedy im deutschen Fernsehen“ erhalten und schon während seines Studiums hat er mit dem Fernsehen begonnen. Bei dem regionalen saarländischen Fernsehsender Saar TV Fernsehen machte er ein TV-Volontariat und war Reporter und Redakteur diverser Fernseh-Formate (SaarNews). Von 2008 bis 2009 war er Moderator des Radiosenders 99.6.
Zwischen 2002 und 2009 war er Moderator und Reporter der Comedy-TV-Show, welche für Comedy Central und Saar TV produziert wurde. Diese Sendung war namensgebend für seinen Künstlernamen „Karsch“. Das Logo der Sendung ein zweifarbiger Hintern.
2004 hat er mit diesem Format den Deutschen Regional-Fernsehpreis für die beste Showproduktion gewonnen. Seit 2014 ist er im Online-Video-Magazin Probono TV zu sehen.
Karsch ist der Schöpfer der zehnteiligen Webserie Patchwork Gangsta / funk / ARD. Er war Showrunner, schrieb die Drehbücher und übernahm zusammen mit Regisseur Eric Hordes den Schnitt und die Regie.
Karsch wohnt in Saarbrücken.

## Fernsehtätigkeit
- seit 2002 Host, Reporter und Autor diverser TV-Formate – u. a. Galileo (ProSieben), SWR/ARD, Abenteuer Leben (Kabel Eins), Taff (ProSieben), Saar News (Saar TV) etc.
- Broken Comedy (ProSieben), Lucky Lück (Sat.1 Comedy)
- seit 2009 Reporter für Galileo (ProSieben)
- 2002 bis 2009: Moderator und Host der Trash-Show „Karsch-TV“ (ComedyCentral, Saar TV)
- 2016 bis 2019 SWR/ARD: Host für das Fernseh-Format: Die Sofa-Richter
- 2016 n-tv/So! Muncu! - TV Sendung - Reporter
- seit 2009 Produzent/Redaktionsleiter der Film- und Fernsehproduktions-Firma karsch-media GmbH

## Filmographie
- Patchwork Gangsta

## Auszeichnungen
- Deutscher Regional Fernsehpreis
- Grimme Online Award 2018 (nominiert)